# Botanická zahrada Mérida
Botanická zahrada v Méridě (španělsky Centro jardín botánico de Mérida) je botanická zahrada ve městě Mérida ve Venezuele. Vznikla v roce 1991 při Universidad de los Andes za účelem pro zachování volně žijících živočichů a rostlin a pro jejich výzkum. Pro veřejnost byla otevřena 8. prosince 2002.
Botanická zahrada má rozlohu 44 hektarů, darovaných univerzitou pro její rozvoj a je rozdělena do oblastí podle typu rostlinstva, které se zde vyskytuje. Na většině rozlohy se nachází les borovic. Nejvýznamnější kolekcí botanické zahrady je sbírka bromélií, je zde přítomno jejich více než 100 druhů a 600 kusů. Jedná se o největší sbírku bromelií v Jižní Americe.

## Adresa
Fundación Jardín Botánico de Mérida A.P. 52. La Hechicera 5101. Mérida Venezuela.